# Gutenbergia
 Gutenbergia   Sch.Bip., 1840 è un genere di piante angiosperme dicotiledoni della famiglia delle Asteraceae.

## Etimologia
Il nome scientifico del genere è stato definito per la prima volta dal botanico Carl Heinrich Schultz (1805-1867) nella pubblicazione Gedenkb. 4 (Jubelf. Buchdr.): 119, t. 4 del 1840.

## Descrizione
Le specie di questo genere sono delle piccole erbacee con cicli biologici annuali o perenni. Gli steli in genere sono filiformi. Spesso sulla superficie di queste piante sono presenti peli semplici, peli simmetrici a “T” a peduncolo corto e lunghe braccia.
Le foglie sono disposte in modo alterno, opposto oppure ternato. Possono essere sia picciolate che sessili (in maggioranza). La lamina in genere è intera, più o meno lanceolata; la consistenza può essere membranacea. Le venature normalmente sono pennate. I margini sono continui o seghettati. La superficie può essere pubescente.
L'infiorescenza è formata da numerosi capolini omogami, discoidi e peduncolati in piccoli grappoli o cime corimbiformi lasse. La struttura dei capolini è quella tipica delle Asteraceae: un peduncolo sorregge un involucro a forma da obconica a ciatiforme composto da 20 - 40 squame (o brattee) più o meno ampie disposte su 3 - 5 serie embricate che fanno da protezione al ricettacolo sul quale s'inseriscono i fiori di tipo tubuloso. Le brattee dell'involucro, persistenti e con bordi ialini, a volte sono divise in esterne (più piccole) e interne (più grandi). Il ricettacolo, liscio o alveolato, normalmente è sprovvisto di pagliette (ricettacolo nudo).
I fiori, da 4 a 50, sono tetra-ciclici (ossia sono presenti 4 verticilli: calice – corolla – androceo – gineceo) e pentameri (ogni verticillo ha in genere 5 elementi). I fiori sono inoltre ermafroditi e actinomorfi.
- Formula fiorale:

*/x K {\displaystyle \infty }, [C (5), A (5)], G 2 (infero), achenio
- Calice: i sepali del calice sono ridotti ad una coroncina di squame.
- Corolla: la corolla, strettamente imbutiforme, può essere pubescente per peli di tipo "T" (soprattutto i lobi). Il colore varia da porpora a malva.
- Androceo: gli stami sono 5 con filamenti liberi e distinti, mentre le antere sono saldate in un manicotto (o tubo) circondante lo stilo.[10] Le antere, ottuse alla base, sono arrotondate; le appendici all'apice sono strettamente ovate; in genere sono prive di ghiandole. Il polline è del tipo triporato (con le fessure di germinazione costituite da tre pori)[11]; con polline triporato la parte più esterna dell'esina è sollevata a forma di creste e depressioni ("lophato" o anche "echinolophato").
- Gineceo: lo stilo è filiforme con pochi larghi nodi o protuberanze. Gli stigmi dello stilo sono due lunghi e divergenti; sono sottili (lineari), pelosi e con apice acuto. L'ovario è infero uniloculare formato da 2 carpelli. Gli stigmi hanno la superficie stigmatica interna (vicino alla base).[12]

I frutti sono degli acheni con pappo. Gli acheni, con forme spiraleggianti o oblungo-obconiche e troncati all'apice, hanno 4 - 12 coste (ma possono anche essere privi di coste) con superficie glabra. All'interno si può trovare del tessuto di tipo idioblasto e rafidi di tipo subquadrato da corti a elongati; non è presente il tessuto fitomelanina. Il pappo è assente o formato da piccole setole decidue (raramente sono presenti delle squame persistenti).

## Biologia
- Impollinazione: l'impollinazione avviene tramite insetti (impollinazione entomogama tramite farfalle diurne e notturne).
- Riproduzione: la fecondazione avviene fondamentalmente tramite l'impollinazione dei fiori (vedi sopra).
- Dispersione: i semi (gli acheni) cadendo a terra sono successivamente dispersi soprattutto da insetti tipo formiche (disseminazione mirmecoria). In questo tipo di piante avviene anche un altro tipo di dispersione: zoocoria. Infatti gli uncini delle brattee dell'involucro si agganciano ai peli degli animali di passaggio disperdendo così anche su lunghe distanze i semi della pianta.

## Distribuzione e habitat
Le specie di questo gruppo si trovano principalmente in Africa.

## Tassonomia
La famiglia di appartenenza di questa voce (Asteraceae o Compositae, nomen conservandum) probabilmente originaria del Sud America, è la più numerosa del mondo vegetale, comprende oltre 23.000 specie distribuite su 1.535 generi, oppure 22.750 specie e 1.530 generi secondo altre fonti (una delle checklist più aggiornata elenca fino a 1.679 generi). La famiglia attualmente (2021) è divisa in 16 sottofamiglie.

### Filogenesi
Le specie di questo gruppo appartengono alla sottotribù Erlangeinae descritta all'interno della tribù Vernonieae Cass. della sottofamiglia Vernonioideae Lindl.. Questa classificazione è stata ottenuta ultimamente con le analisi del DNA delle varie specie del gruppo. Da un punto di vista filogenetico in base alle ultime analisi sul DNA la tribù Vernonieae è risultata divisa in due grandi cladi: Muovo Mondo e Vecchio Mondo. I generi di Erlangeinae appartengono al subclade relativo all'Africa tropicale e meridionale (l'altro subclade africano comprende anche specie delle Hawaii) frammisti ai generi di altre sottotribù; si tratta quindi di un clade non ancora ben risolto filogeneticamente.
La sottotribù, e quindi i suoi generi, si distingue per i seguenti caratteri:
- le specie della sottotribù sono principalmente di origine Africana;
- nella pubescenza sono presenti peli da asimmetrici a simmetrici a forma di "T";
- alcune specie hanno delle foglie pennate divise in segmenti;
- le infiorescenze in genere non sono sottese alla base da brattee fogliacee;
- il polline varia da triporato a tricolporato;
- gli acheni possono avere da 4 a 12 coste;
- il pappo è cupoliforme.

In precedenza la tribù Vernonieae, e quindi la sottotribù di questo genere, era descritta all'interno della sottofamiglia Cichorioideae.
I caratteri distintivi per le specie di questo genere sono:
- le foglie sono sessili;
- i lobi della corolla sono ricoperti da peli di tipo "T";
- gli acheni normalmente sono glabri.

Il numero cromosomico delle specie di questo genere è: 2n = 20.

### Elenco delle specie
Questo genere ha 25 specie:
- Gutenbergia adenocarpa Wech.
- Gutenbergia babatiensis  C.Jeffrey
- Gutenbergia benguelensis  Muschl.
- Gutenbergia boranensis  (S.Moore) M.G.Gilbert
- Gutenbergia cordifolia  Benth. ex Oliv.
- Gutenbergia eylesii  (S.Moore) Wild & G.V.Pope
- Gutenbergia fruticosa  (O.Hoffm.) C.Jeffrey
- Gutenbergia gilbertii  C.Jeffrey
- Gutenbergia gossweileri  S.Moore
- Gutenbergia gracilis  Muschl. ex S.Moore
- Gutenbergia kassneri  S.Moore
- Gutenbergia leiocarpa  O.Hoffm.
- Gutenbergia mweroensis  Wild & G.V.Pope
- Gutenbergia nivea
- Gutenbergia pembensis  S.Moore
- Gutenbergia petersii  Steetz
- Gutenbergia polycephala  Oliv. & Hiern
- Gutenbergia pubescens  (S.Moore) C.Jeffrey
- Gutenbergia pumila  Chiov.
- Gutenbergia rangei
- Gutenbergia rueppellii  Sch.Bip.
- Gutenbergia somalensis  (O.Hoffm.) M.G.Gilbert
- Gutenbergia spermacoceoides  Wild & G.V.Pope
- Gutenbergia trifolia  Wild & G.V.Pope
- Gutenbergia westii  (Wild) Wild & G.V.Pope